# 디엔비엔푸 (영화)
디엔비엔푸(Dien Bien Phu)는 프랑스에서 제작된 삐에르 쇤도르페르 감독의 1992년 드라마, 전쟁 영화이다. 도널드 플레젠스 등이 주연으로 출연하였다.

## 출연

### 주연
- 도널드 플레젠스
- 패트릭 카탈리포
- 장 프랑수아 발머
- 루드밀라 미카엘

### 조연
- 프랑수아 네그레뜨
- 맥심 레루
- 라울 비에레